# Skole og Forældre
Skole og Forældre er en dansk interesseorganisation for skolebestyrelsesmedlemmer i folkeskolen.

## Formål, historie og arbejde
Organisationen har som formål at forbedre samarbejdet mellem skole og hjem, at styrke forældrenes indflydelse på skolen samt at repræsentere forældrene i forhold til offentligheden og det politiske system.
Foreningen blev stiftet d. 6. juni 1935 under navnet Forældrerådenes Sammenslutning. Siden ændredes navnet til Landsforeningen for Forældreråd for efter endnu en navneændring at blive kendt under navnet Skole og Samfund. Den seneste navneændring, hvor foreningen skiftede navn fra Skole og Samfund til Skole og Forældre, fandt sted d. 22. juni 2010.
Regitze Spenner Ishøy er formand.
I 2006 etablerede Skole og Forældre Forældrerådgivningen.
Skole og Forældre udgiver magasinet Skolebørn som udkommer i trykt form til skolebestyrelsesmedlemmer på medlemsskoler og online.